# Diabełkowo

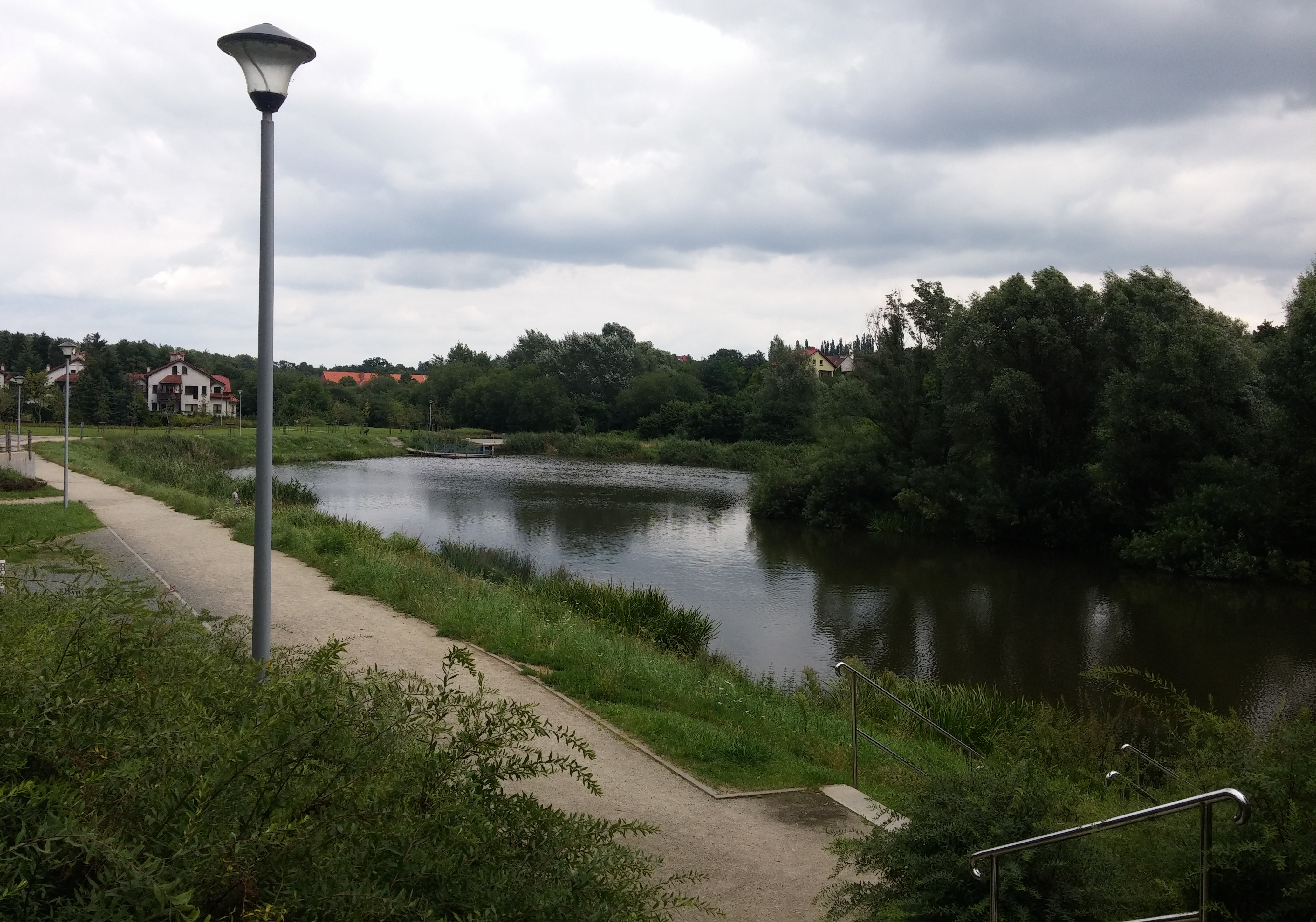
Zbiornik retencyjny Wileńska

Diabełkowo (przed 1949: Düwelkau, Düvelkau, Dievelkau) –  dawna wieś w obrębie okręgu historycznego Wrzeszcz, obecnie osiedle domów jednorodzinnych na terenie gdańskich dzielnic Piecki-Migowo oraz Wrzeszcz Górny, na granicy z Suchaninem. Diabełkowo mieściło się w rejonie dzisiejszego zbiornika retencyjnego Wileńska znajdującego się na Potoku Królewskim oraz ul. Pasteura, Grodzieńskiej, Wileńskiej i Suwalskiej.

## Historia
W posiadaniu Diabełkowa, które przez pewien czas było częścią wsi Rutki, a następnie rozległej wsi Suchanino, przez lata byli gdańscy patrycjusze. W XVII wieku funkcjonowała tam karczma, w XVIII - cegielnia, natomiast mapy z XIX wieku pozwalają stwierdzić w Diabełkowie obecność dziesięciu domostw. Z map sporządzonych po I wojnie światowej wynika, że ostały się z nich tylko dwa.
Wieś, ze względu na swoją lokalizację, znalazła się na trasie planowanej przez senat Wolnego Miasta Gdańska linii tramwajowej, łączącej Wrzeszcz (równolegle do ulicy Sobieskiego) z Siedlcami przez Suchanino. Roboty ziemne, prowadzone w latach 1919–1921, osiągnęły zaawansowany stopień realizacji (szczególnie niwelacja terenu na odcinku Wrzeszcz-Suchanino). Jednak kryzys ekonomiczny lat 30. doprowadził do wstrzymania prac, których nigdy nie wznowiono.
3 lata przed II wojną światową, między obecną ul. Wileńską (do roku 1945: Robert-Ley-Weg) a ul. Grodzieńską (do roku 1945: Dietrich-Eckart-Weg), hitlerowski związek zawodowy Deutsche Arbeitsfront zbudował dla swoich członków 34 jednopiętrowe domy z ogródkami, według projektu architekta Ottona Schrödera. Prace budowlane trwały w latach 1936–1943; w jednym z większych budynków mieściło się przedszkole oraz świetlica. Osiedle nosiło nazwę Albert-Forster-Siedlung. 18.09.1939 roku na jego zapleczu oficjalnie rozpoczęto prace mające połączyć obecną ul. Grodzieńską z planowaną odnogą do Gdańska autostrady Berlin–Królewiec. Po dwóch latach z budowy zrezygnowano. Gdy w 1945 zakończyły się działania wojenne, w Albert-Forster-Siedlung zamieszkali Polacy, a osiedle, ze względu na historię miejsca, nazwali Diabełkowem.